# 沈客卿
沈客卿（6世纪—589年2月12日），吴兴郡武康县（今浙江省湖州市德清县）人。博涉群书，由施文庆引荐于陈后主，任尚书仪曹郎。至德初，为中书舍人，兼步兵校尉，掌管财政税收。陈后主大修宫室，恣意挥霍，致使国库空虚。他巧立名目，向百姓敛以苛捐杂税，使每年敛取之赋税，超过常税之十倍，以供后主使用。因功加授散骑常侍、左卫将军。祯明三年(589年)，与中书舍人施文庆共掌国家机要。隋军攻入建康(今江苏南京)时他与施文庆俱被隋军主帅晋王杨广论罪斩杀于石阙前。
子沈澄。沈澄生国子博士沈子山。沈子山生澧州司马沈虬之。沈虬之生太子通事舍人沈迪。沈迪生大理正沈竦。沈竦生承奉郎守大理司直沈中黄。